# Чуруканов Микола Артемович
Микола Артемович Чуруканов (30 серпня 1947, с. Петрівка Костянтинівський район Донецька область — 14 квітня 2021, м. Черкаси) — український скульптор-кераміст, художник декоративно-ужиткового мистецтва. Член НСХУ (1989). Член Національної Спілки майстрів народного мистецтва (1992). Медаль «Ветеран праці» (1985).

## Життєпис
У 1973 році з відзнакою закінчив Миргородський керамічний технікум. Педагоги за фахом — Сергій Мисак, Д. Хожай.

## Творчість
Створює скульптуру малих форм, скульптурні екстер'єрні керамічні панно, а також інтер'єрні декоративні роботи в високому рельєфі, які прикрашають адміністративні будівлі Черкас та області.
Учасник всеукраїнських, обласних та закордонних персональних виставок.
Його твори зберігаються в музеях, приватних колекціях в Україні та за кордоном[джерело?]. Роботам художника притаманні національний колорит, відчуття природи рідного краю, історизм.
Основні твори: «Музики» (1977), «Підпасок» (1979), панно «Байда Вишневецький» (2001), «Дідова пісня» (2004), «Черкаський ярмарок» (2007).
Помер 14 квітня 2021 року та похований у Черкасах.